# Казе Лоретоне (Терамо)
Казе Лоретоне (итал. Case Loretone) је насеље у Италији у округу Терамо, региону Абруцо.
Према процени из 2011. у насељу је живело 41 становника. Насеље се налази на надморској висини од 245 м.